# 인투 어 드림
《인투 어 드림》(Into a Dream, 원제: 夢の中へ 유메노나카에[*])은 소노 시온이 감독을 맡은 2005년 일본 영화이다.

## 줄거리
신통치 않은 연극배우 스즈키 무츠고로는 테러리스트가 되거나 심문을 받는 등 이상한 꿈을 꾸게 된다.

## 출연진
- 다나카 데쓰시 - 스즈키 무츠고로
- 나쓰오 유나 - 타에코
- 무라카미 준 - 케이지
- 이치카와 미와코 - 란코
- 오다기리 조
- 고미네 레나
- 우스다 아사미
- 데즈카 도루
- 누쿠미즈 요이치
- 이와마쓰 료 - 마치다
- 마로 아카지 - 스즈키의 아버지